# فرودگاه وی شیپ رنچ
فرودگاه وی شیپ رنچ  (به انگلیسی: Vey Sheep Ranch Airport)  یک فرودگاه خصوصی مسافربری  است که یک باند فرود شن دارد و طول باند آن ۱۳۷۱ متر است. این فرودگاه در  کشور ایالات متحده آمریکا قرار دارد و در ارتفاع ۱۲۶۷ متری از سطح دریا واقع شده است.